# Jean N. Destréhan

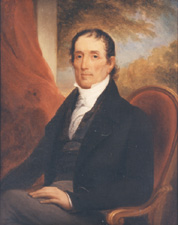
Jean Noël Destréhan

Jean Noël Destréhan, född 1754 i New Orleans, död 8 oktober 1823 i Saint Charles Parish, Louisiana, var en plantageägare och kreolpolitiker (en. Louisiana Creole, fr. créole) i Louisiana. Han valdes till en av Louisianas två första senatorer i USA:s senat den 3 september 1812 men avgick redan den 1 oktober samma år innan han officiellt hade hunnit ta emot sitt mandat.
Destréhan var motståndare till att Louisiana skulle bli delstat i USA. Trots sitt motstånd deltog han i Louisianas konstitutionskonvent år 1812. Destréhan och Allan B. Magruder valdes sedan till de två första senatorer för Louisiana. Destréhan avgick redan innan det officiella ämbetstillträdet. Han var i stället ledamot av delstatens senat 1812-1817.